# Zulia
Zulia este unul dintre cele 23 de state federale din Venezuela. Statul Zulia se află în partea de nord-vest a țării, la granița cu Columbia, capitala statului fiind Maracaibo. Regiunea lacului Maracaibo este unul dintre cele mai bogate regiuni în zăcăminte de petrol și gaze naturale din Venezuela.

## Date geografice
Statul Zulia are o suprafață de 63.100 km²; în nord și vest populația este foarte rară în regiunea de la granița cu Columbia. În sud are la margine orașele Táchira, Mérida și Trujillo, iar la est orașele Lara și Falcón.
| Comunități                 | Capitala                  |
| -------------------------- | ------------------------- |
| Almirante Padilla          | El Toro                   |
| Baralt                     | San Timoteo               |
| Cabimas                    | Cabimas                   |
| Catatumbo                  | Encontrados               |
| Colón                      | San Carlos del Zulia      |
| Francisco Javier Pulgar    | Pueblo Nuevo, El Chivo    |
| Jesús Enrique Losada       | La Concepción             |
| Jesús María Semprún        | Casigua el Cubo           |
| La Cañada de Urdaneta      | Concepción                |
| Lagunillas                 | Ciudad Ojeda              |
| Machiques de Perijá        | Machiques                 |
| Mara                       | San Rafael del Moján      |
| Maracaibo                  | Maracaibo                 |
| Miranda                    | Los Puertos de Altagracia |
| Páez                       | Sinamaica                 |
| Rosario de Perijá          | La Villa del Rosario      |
| San Francisco Municipality | San Francisco             |
| Santa Rita                 | Santa Rita                |
| Simón Bolívar              | Tía Juana                 |
| Sucre                      | Bobures                   |
| Valmore Rodríguez          | Bachaquero                |